# Heinrich Sievers (Radsportler)
Heinrich Sievers (* 19. Jahrhundert; † 20. Jahrhundert) war ein deutscher Radrennfahrer und Weltmeister im Radsport.

## Sportliche Laufbahn
Sievers war im Bahnradsport aktiv. Bei den Bahnradsport-Weltmeisterschaften 1901 in Berlin gewann er den Titel im Steherrennen der Amateure vor seinen Landsleuten Bruno Salzmann und Alfred Görnemann. Über sein weiteres Leben ist nichts bekannt.